# كايل كينغزبيري
كايل كينغزبيري (بالإنجليزية: Kyle Kingsbury) هو فنان قتال مختلط أمريكي، ولد في 22 مارس 1982 في سان خوسيه في الولايات المتحدة.

## وصلات خارجية
- الموقع الرسمي
- كايل كينغزبيري على موقع شيردوغ (الإنجليزية)
- كايل كينغزبيري على موقع IMDb (الإنجليزية)